# 桐生市立菱小学校
桐生市立菱小学校（きりゅうしりつ ひししょうがっこう）は、群馬県桐生市菱町二丁目にある公立小学校。

## 所在地
- 群馬県桐生市菱町二丁目1919-1

## 学区
- 菱町一丁目～四丁目[1]
- 菱町五丁目の一部

## 学校周辺
- 桐生市立菱中学校
- 桐生川
- 黒川
- 桐陽台団地